# Portes de l'Hiver
Les Portes de l'Hiver forment un col de Suisse situé dans les Alpes, dans le massif du Chablais, au-dessus de Champéry au sud-est et de Morgins au nord-est, dans le canton du Valais. Franchi par un chemin carrossable et un sentier de randonnée empruntés par le GR 5, il est dominé par la Croix de l'Hiver au nord-est et la pointe des Mossettes au sud-ouest.

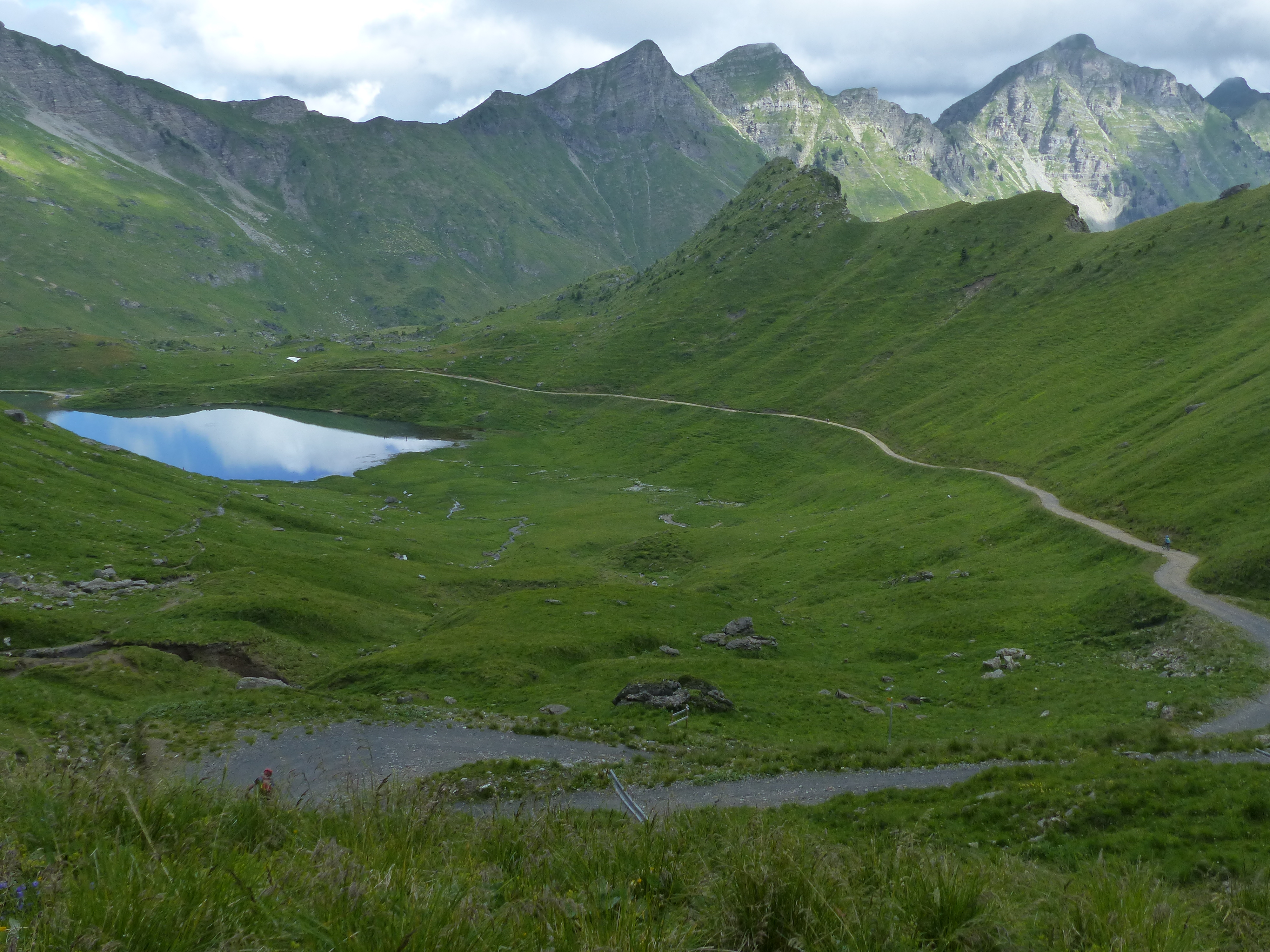
Vue depuis le col du lac Vert et de Cornebois, de la pointe de Boccor et de la tête du Géant (de gauche à droite).